# Glycobacteria
Glycobacteria es un taxón parafilético de Bacteria propuesto por Cavalier-Smith para agrupar a  Cyanobacteria, Eurybacteria y Gracilicutes. Glycobacteria comprende bacterias Gram-negativas, esto es con una envoltura celular compuesta de membrana citoplasmática, pared celular de glicoproteínas y membrana exterior, pero a diferencia de Eobacteria, la membrana exterior presenta inserción de moléculas complejas de lipopolisacáridos y no solo simples fosfolípidos.
Según Cavalier-Smith este grupo de organismos derivaría de Eobacteria, apareciendo hace 2800 millones de años y ya en esa época realizarían la fotosíntesis oxigénica, tal como hace en la actualidad Cyanobacteria. La aparición de estos organismos sería la responsable del aumento del oxígeno molecular en el medio ambiente.